# Zdeněk Kratochvíl (malíř)
Zdeněk Kratochvíl (7. prosince 1883, Králův Dvůr – 14. října 1961, Praha) byl český malíř, grafik a karikaturista, profesor Vysoké školy uměleckoprůmyslové v Praze.

## Život
Po maturitě studoval dva roky na pražské technice (ČVUT) a v letech 1903–1905 na pražské Akademii výtvraných umění u profesorů Roubalíka a Bukovce. V letech 1905–1907 studoval na Akademii výtvarných umění v Mnichově, kde ho silně ovlivnil karikaturista časopisu Simplicissimus Th. Th. Heine. V té době začal také publikovat vlastní kresby a karikatury v časopise Šibeničky. Po ukončení studií žil v Králově Dvoře a vedle impresionistických obrazů tvořil hlavně ilustrace a karikatury. Po válce se uplatnil jako karikaturista v časopisech Šibeničky, Kopřivy, Kmen a v letech 1921–1927 zejména v Lidových novinách. Od roku 1919 žil ve Velvarech a roku 1929 byl jmenován profesorem na Vysoké škole umělecko.průmyslové. Ilustroval mnoho knih, zejména humoristických, a vydal několik studií o malířích 19. a 20. století.